# Chiesa di San Vittore martire
La chiesa di San Vittore martire è un luogo di culto cattolico di Balerna, esistente almeno dall'VIII secolo.

## Storia
Sebbene l'edificio odierno risalga al periodo fra il XIV e il XVIII secolo e mostri elementi dell'architettura romanica e di quella tardobarocca, la prima menzione del luogo di culto, seppure indiretta, risale al 789, quando fu citata l'esistenza di una chiesa battesimale nella zona. La struttura, tuttavia, è forse antecedente: la sua fondazione potrebbe essere ricondotta alla cristianizzazione del Sottoceneri, fra il V e il VI secolo, ma nessun documento dell'epoca comprova quest'assunto. Le prime notizie dirette e certe risalgono all'XI secolo, quando l'edificio fu citato come capopieve e sede di capitolo, una condizione che tuttavia potrebbe essergli stata attribuita anche prima. La chiesa fu probabilmente distrutta e certamente ricostruita nel XII secolo, quando fu realizzata l'abside (esplorata da una ricerca archeologica nel 1971). In stile romanico, l'abside presenta un volume scandito da lesene e da un'archeggiatura in cotto i cui peducci in pietra sono con certezza del XII secolo. Tuttavia l'abside fu modificata più volte nel corso del tempo, dapprima nel XVI secolo e poi nel XIX secolo. Un'ulteriore modifica, consistente in un ampliamento, fu effettuata nel tardo Trecento. Nel XVII secolo, invece, fu realizzato il campanile, in stile barocco: a realizzarlo, fra il 1658 e il 1661, fu forse Agostino Silva. Fu invece certamente Silva a progettare la facciata, anch'essa barocca, completata però dopo la morte del suo autore: la definizione dei volumi in serizzo, divisi in due ordini dominati da un attico con una finestra termale e decorati parzialmente da colonne e un arco a sesto ribassato, risale infatti al 1744. Un'ultima modifica si deve infine a Pier Luigi Fontana, che nel 1818 abbatté le pareti divisorie delle cappelle laterali.

## Descrizione

### Interni
Internamente, la chiesa ospita affreschi di varie epoche: si va dai lacerti di epoca rinascimentale conservati nella cappella settentrionale agli affreschi sei-settecenteschi che ornano il coro e le altre cappelle del transetto.
Al 1676 risale una scultura mariana in terracotta conservata nella cappella meridionale, mentre la cappella settentrionale ospita un Crocifisso risalente al secolo precedente.

### Campane
Il campanile della collegiata di San Vittore accoglie 5 campane di grandi dimensioni. Esse sono state rifuse nel 1836 dalla fonderia di Michele Comerio di Malnate. Le 5 campane sono in tonalità Si2, Do#3, Re#3, Mi3, Fa#3 e sono elettrificate, recentemente sono stati cambiati i motori.
Le 5 campane di Balerna sono famose per il detto "Stunaa cumé i campan da Balerna" oppure
"Ai van dacordi cumé i campan da Balerna"  perché intorno al 1810 un'inclinazione della campana maggiore ha causato la stonatura della campane.
Tutto il concerto (cioè le 5 campane) pesa in tutto circa 600 tonnellate.

## Galleria d'immagini

Navata e altare maggiore
Madonna in trono tra san Vittore e san Sebastiano
Putti reggenti lo stemma di Marco Paernio
Il sacrificio di Isacco